# Fatuma Abdulkadir Adan

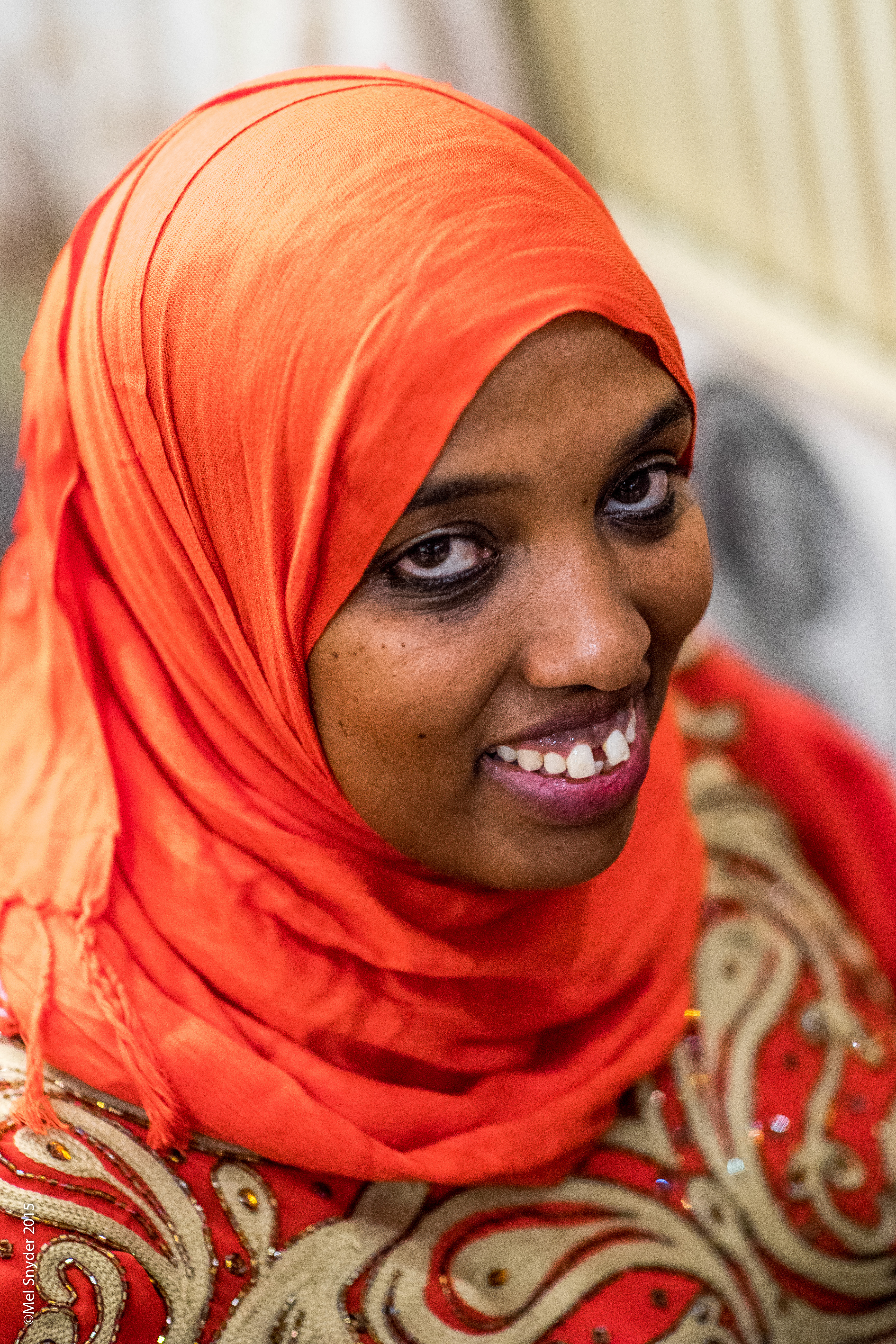
Fatuma Abdulkadir Adan

Fatuma Abdulkadir Adan (* 1978 in Marsabit) ist eine kenianische Rechtsanwältin und Friedensaktivistin. Adan erhielt 2011 den Stuttgarter Friedenspreis.

## Leben
Fatuma Adan wurde 1978 in Marsabit geboren. Ihre Eltern stammten aus zwei unterschiedlichen, gegeneinander Krieg führenden ethnischen Gruppen aus der Region Marsabit im Norden Kenias. Nach ihrer Schulausbildung studierte Adan Jura an der Moi University in Eldoret und erhielt darauf die Lizenz, als Rechtsanwältin zu arbeiten.
Anschließend kehrte Adan zurück in ihren Heimatort mit dem Ansinnen, Frieden und Ausgleich zwischen den verschiedenen Bevölkerungsgruppen – Borana-Oromo, Gabbra und Rendille – zu stiften. 2003 gründete Adan die Nichtregierungsorganisation „Horn of Africa Development Initiative“, um Frieden und Bildung in dem Landstrich zu fördern. Im Rahmen der von ihr gegründeten NGO entstand das Projekt „Shoot to score, not to kill“ (Deutsch: „Schießen, um [das Tor] zu treffen, nicht um zu töten“), mit der sie junge Kenianerinnen und Kenianer zum Fußballspielen animiert und von Konfliktschauplätzen wegzieht.
Im Januar 2011 erhielt Adan mit der „Shoot to score, not to kill“-Initiative den Stuttgarter Friedenspreis. Die SWR-Journalistin und Laudatorin Susanne Babilla lobte das Engagement und die Courage von Adan sowie den Mut, „das Schweigen zu brechen“. Die Kontext-Journalistin Susanne Stiefel war zuvor auf Adan aufmerksam geworden, hatte diese bei ihrer Arbeit begleitet und anschließend für die Auszeichnung vorgeschlagen.
2013 luden die Vereinten Nationen Adan zu den „Geneva Peace Talks“ ein, bei denen Adan die Arbeit ihrer Initiative am Weltfriedenstag vorstellen durfte.